# Justine Tsiranana
Justine Tsiranana, née vers 1918 et morte le 1er juillet 1999, est une personnalité publique malgache. Elle est la première dame de Madagascar de 1960 à 1972. Elle est l'épouse du président fondateur du pays, Philibert Tsiranana.

## Biographie

### Enfance, éducation et débuts
Justine Kalotody est à l'origine une couturière descendante du premier traducteur de l’Évangile en langue Tsimihety, elle épouse Philibert Tsiranana le 29 janvier 1933, lors d'une cérémonie de mariage catholique au village d'Antsirabe, district de Mandritsara.Ils ont eu 08 enfants dont : 
-Paul Tsirananana
-Julienne Tsirananana 
-Honorine Tsirananana 
-Ruffine Soamandina Tsirananana 
-Pierre Tsirananana 
-Françoise Tsirananana 
-Raymonde Justine Tsirananana 
-Philippe Madiomanana Tsirananana

### Première dame de Madagascar
En plus de son rôle de première dame du pays de 1960 à 1972, Justine Tisranana est présidente d'honneur de la Croix-Rouge de Madagascar,.
Elle meurt en juillet 1999 à l'âge de 81 ans,.
La variété de rose rouge primée « Madame Tsiranana » a été créée en son honneur par le pépiniériste français Paul Croix en 1970.

## Prix et distinctions
- Philippines: Ordre du Coeur d'Or (en) (6 août 1964)